# Powstawanie planet

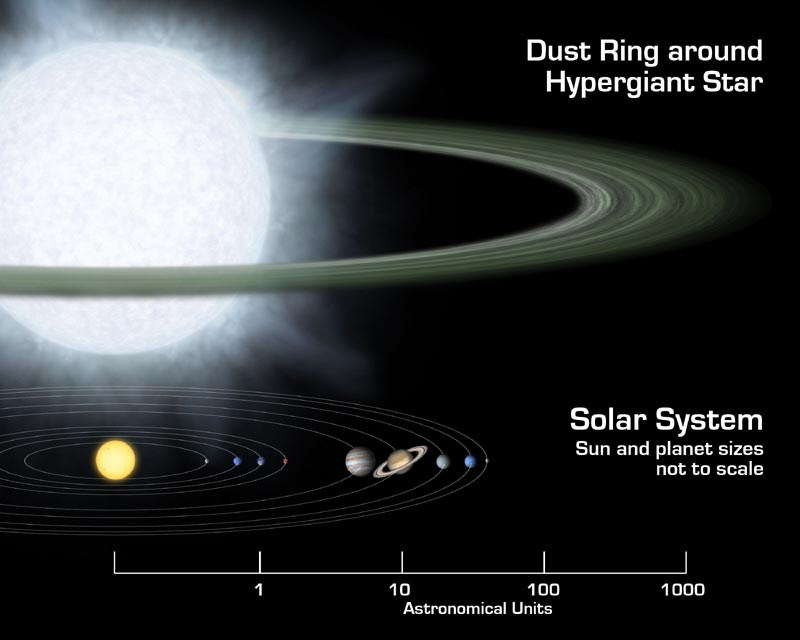
Porównanie Układu Słonecznego i gwiazdy R66

Powstawanie planet – proces formowania się planet. Najpopularniejszą teorią opisującą ten proces jest tzw. Solar Nebular Disk Model (SNDM) opracowany w latach 70. XX wieku przez radzieckiego astronoma Wiktora Safronowa i rozwinięty przez amerykańskiego planetologa George’a Wetherilla.

## Hipoteza mgławicy słonecznej
Według teorii SNDM proces ten rozpoczyna się, gdy wytrącony ze stanu bliskiego równowagi pomiędzy ciśnieniem a siłą własnej grawitacji obłok materii międzygwiazdowej zaczyna zapadać się, tworząc protogwiazdę. Zapadający się obłok na ogół dysponuje pewnym momentem pędu, który choć przy początkowych rozmiarach obłoku (rzędu 0,1 parseka) nie jest istotny, to jest zachowany, wskutek czego wewnętrzne partie zaczynają okrążać protogwiazdę, tworząc wokół niej dysk akrecyjny przekształcający się w dysk protoplanetarny. Liczne procesy fizyczne pozwalają na transport momentu pędu w dysku protoplanetarnym, co w połączeniu z utratą energii (głównie przez promieniowanie) sprawia, że znaczna część materii w końcu osiada na protogwieździe, a tylko kilka procent tworzy dysk, gromadząc przeważającą większość momentu pędu. Współcześnie w Układzie Słonecznym aż 98% momentu pędu jest związane z ruchem obiegowym planet wokół Słońca, które gromadzi około 99,9% masy Układu. Etap formowania się dysku protoplanetarnego w przypadku Układu Słonecznego trwał około miliona lat.
Następnym etapem jest kondensacja pyłu w dysku. W rejonach bliższych gwieździe, gdzie temperatura jest wysoka ulegają kondensacji pierwiastki i związki mało lotne, takie jak metale, krzemiany, czy tlenki metali. W dalszych rejonach mogą dodatkowo kondensować substancje takie jak woda, amoniak i metan. Większość materii dysku (typowo 97–99%) jednak stanowi wodór i hel, które w warunkach tam panujących pozostają gazowe. Skondensowane ziarna pyłu i lodu łączą się podczas zderzeń i pod wpływem sił elektrostatycznych. W miarę jak ich masa zwiększa się, opadają one ku płaszczyźnie równikowej dysku (sedymentacja) w ciągu kilku tysięcy lat. Początkowo drobiny pyłowo-lodowe współporuszają się z gazem, jednak w miarę ich rośnięcia opór ruchu w gazie traci na znaczeniu, co zwiększa szanse kolizji. Z czasem powstają planetozymale – bryły na tyle duże, by ich własna grawitacja mogła przeciwdziałać ucieczce odłamków tworzących się podczas zderzeń. Niektóre zderzenia mogą także prowadzić do rozbicia obiektów na mniejsze kawałki, ich spadku na gwiazdę lub nawet wyrzucenia poza układ. Dopiero odpowiednio duże planetozymale, o masie kilku mas Ziemi są w stanie dzięki własnej grawitacji skutecznie wiązać gazowy wodór i hel. W czasie, gdy w płaszczyźnie dysku ziarna pyłu tworzą coraz większe obiekty, protogwiazda, wokół której dysk krąży, zaczyna świecić coraz intensywniej, a ciśnienie promieniowania, oddziałując z napotykanym gazem, rozgrzewa go i „wydmuchuje” na zewnątrz (faza T Tauri). Ponieważ na całkowitą erozję dysku wystarczy zaledwie kilka milionów lat, proces kondensacji planet, zwłaszcza gazowych olbrzymów typu Jowisza musi zachodzić dostatecznie szybko, póki materia dysku jest dostępna.
Nie wszystkie układy planetarne tworzyły się w sposób podobny do Układu Słonecznego. Wiele planet pozasłonecznych jest tzw. gorącymi jowiszami – obiektami czasem parokrotnie masywniejszymi od Jowisza, krążącymi po ciasnych, kilkudniowych orbitach wokół swoich gwiazd, dzięki którym temperatura ich atmosfer nierzadko przekracza 1000 K. Nie jest pewne jaki odsetek planet stanowią takie obiekty – są one po prostu łatwiejsze do wykrycia, stąd ich istotny udział pośród odkrytych obiektów. Ponieważ uformowanie planety w takiej odległości od gwiazdy wydaje się niemożliwe ze względu na niedostateczną ilość materii oraz znaczną temperaturę, wysunięto hipotezę o tzw. migracji planet. Zjawisko to może zachodzić dzięki grawitacyjnemu oddziaływaniu planety z dyskiem protoplanetarnym. Już obecność planety o masie Ziemi jest w stanie wywołać powstanie pewnych spiralnych struktur w dysku, które z kolei działają momentem siły na planetę. Skutkuje to wymianą momentu pędu między planetą a dyskiem, pozwalając planecie zacieśniać orbitę, oraz przerzucając gaz na zewnątrz niej.
Dyski protoplanetarne nie są domeną wyłącznie gwiazd ciągu głównego takich jak Słońce. Należący do NASA teleskop Spitzera odkrył je wokół dwóch błękitnych olbrzymów o symbolach R66 i R126. Średnica takiego dysku jest 60 razy większa niż orbita Plutona.

## Inne teorie
Według klasycznej teorii SNDM proces powstawania planet rozpoczyna się w bardzo gorącej (do 1600 °C) strefie wewnętrznej powstającego systemu planetarnego, w dwuwymiarowym dysku pyłowym otaczającym gwiazdę. Według nowszej teorii z 2012 zalążki planet rozpoczynają się formować w tym samym czasie, kiedy z mgławicy przedsłonecznej zaczyna powstawać słońce, i powstają one w „zimnym”, a nie „gorącym” środowisku.

## Układ Słoneczny
W Układzie Słonecznym cztery planety wewnętrzne zakumulowały stosunkowo niewiele lotnych substancji, podczas gdy cztery zewnętrzne planety, tworząc się w chłodniejszej części dysku, oraz mając dużo większą ilość dostępnego budulca, składają się w większości z wodoru i helu, mając stosunkowo niewielkie jądra złożone z cięższych pierwiastków. Obecność masywnych planet istotnie wpływa na orbity mniejszych ciał, czego efektem jest „oczyszczenie” okolic ich orbit, wykorzystane w niedawno sformułowanej definicji planety. Część planetozymali z wnętrza Układu Słonecznego, być może ze względu na perturbacje ze strony Jowisza, nie zdołała utworzyć planety, lecz stanowią wewnętrzny pas planetoid. Inną pozostałością po planetogenezie jest pas Kuipera (którego jednym z przedstawicieli jest Pluton), oraz obłok Oorta (skąd najprawdopodobniej pochodzą komety).